# Cryptoscenea stylaris
Cryptoscenea stylaris is een insect uit de familie van de dwerggaasvliegen (Coniopterygidae), die tot de orde netvleugeligen (Neuroptera) behoort. 
De wetenschappelijke naam Cryptoscenea stylaris is voor het eerst geldig gepubliceerd door Sziráki & van Harten in 2006.